# نيدرشتوتسنغن
نيدرزتوتسنغن (بالألمانية: Niederstotzingen) هي مدينة وبلدة ألمانية تقع في ألمانيا في بادن-فورتمبيرغ. يقدر عدد سكانها بـ 4,850 نسمة .

## أعلام
- يوليوس روجر